# Charles-Joseph Marie Pitard-Briau
 (mai 2019).
Si vous disposez d'ouvrages ou d'articles de référence ou si vous connaissez des sites web de qualité traitant du thème abordé ici, merci de compléter l'article en donnant les références utiles à sa vérifiabilité et en les liant à la section « Notes et références ».
Charles-Joseph Marie Pitard-Briau est un botaniste français, né le 30 octobre 1873 et mort le 29 décembre 1927.

## Biographie
Il est chef de travaux à la faculté des sciences de Bordeaux. En 1907, il est professeur à l’école de médecine et de pharmacie de Tours. Il obtient, en 1923, le Prix de Coincy pour ses travaux sur la flore des îles Canaries et du Maroc ainsi que pour la partie qu’il signe sur les Rubiaceae dans la Flore générale de l’Indo-Chine.